# ГЕС Арапуні
ГЕС Арапуні – гідроелектростанція на Північному острові Нової Зеландії. Знаходячись між ГЕС Ваїпапа (вище по течії) та ГЕС Карапіро, входить до складу каскаду на річці Ваїкато, яка тече з центрального Вулканічного плато Північного острова у північно-західному напрямку та впадає до Тасманового моря за чотири десятки кілометрів від Окленду. 
В межах проекту річку перекрили бетонною арковою греблею висотою 64 метри та довжиною 94 метри з товщиною по гребеню 5,8 метра. Вона утримує резервуар з площею поверхні 9,4 км2 та об’ємом 145 млн м3, в якому припустиме коливання рівня поверхні між позначками 109 та 111,7 метра НРМ. Зі сховища по лівобережжю прямує дериваційний канал довжиною 1,2 км, який переходить у вісім напірних водоводів діаметром 3,6 метра.  
В машинному залі у 1929 році ввели в експлуатацію три турбіни типу Френсіс потужністю по 15 МВт. Запуск четвертого такого ж гідроагрегату затримався до 1932-го, оскільки було необхідним провести значні роботи з усунення виявлених у системі протікань. Ще за шість років стали до ладу два агрегати наступної черги з одиничною потужністю 21,6 МВт. Війна затримала завершення робіт, тому дві останні турбіни ввели у 1946-му. Це дозволило поставити на модернізацію першу чергу, яка повернулась до роботи в 1947-му з чотирма турбінами потужність по 17,85 МВт. Таким чином, загальний показник станції зріс до 157,8 МВт. В подальшому ГЕС прйшла ще через кілька етапів модернізації (зокрема, великі роботи у 1989-1990 на першій черзі та на початку 2000-х на другій), внаслідок чого станом на середину 2010-х її загальна потужність досягла 204 МВт.
Обладнання ГЕС використовує напір у 53 метри та забезпечує виробництво 805 млн кВт-год електроенергії на рік.
Видача продукції відбувається по ЛЕП, розрахованій на роботу під напругою 110 кВ.